# فلز لابلوري

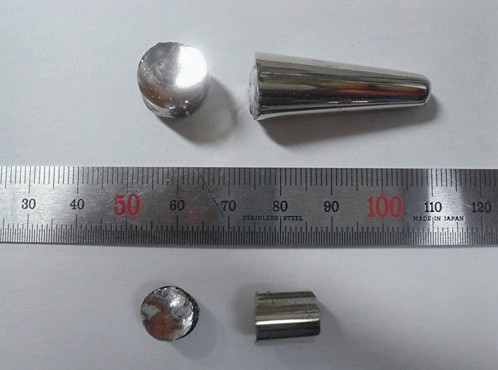
عينات من فلزات لابلورية

الفلز اللابلوري عبارة عن مادة فلزية صلبة، غالباً سبيكة، تتميز بأن البنية الذرية الداخلية لها غير منتظمة أي أنها تكون على شكل مادة لابلورية. إن الفلزات في العادة لها بنية على شكل شبكة بلورية، أي أن الذرات لها ترتيب منتظم. بالمقابل، فإن الفلزات اللابلورية لا انتظام داخلي لها ويكون ترتيب الذرات فيها غير منتظم مثل الزجاج، لذذلك تسمّى الفزات اللابلورية أيضاً باسم زجاج فلزّي أو فلز زجاجي. يجب الانتباه إلى أن الزجاج مادة عازلة في حين أن الفلزات اللابلورية لها ناقلية كهربائية جيدة.
هناك طرق عدة للحصول على الفلزات اللابلورية بما فيها التبريد السريع أثناء الصب، أو عن طريق الترسيب الفيزيائي للبخار، أو تفاعلات الوسط الجاف أو غرس الأيونات أو التسبيك الميكانيكي.